# Эль-Мофти, Нариман
Нариман Эль-Мофти (англ. Nariman Ayman El-Mofty) — канадско-египетская журналистка Associated Press, лауреат Пулитцеровской премии за репортажи о гуманитарном кризисе во время Гражданской войны в Йемене.

## Биография
Эль-Мофти начала свою журналистскую карьеру с позиции редактора в отделе фотографии каирского Associated Press в 2011 году. Помимо основных новостей региона, она специализировалась на особых расследованиях издания на Ближнем Востоке. С 2016 года Эль-Мофти работала фотожурналистом в Associated Press, освещая события в Египте, Йемене и других странах региона. Через год журналистка получила стипендию Фонда Магнума.
В 2018 году она приняла участие в расследовании последствий Гражданской войны в Йемене вместе с видеожурналистом Маадом Аль-Зикри и журналисткой Мэгги Майкл. При поддержке Пулитцеровского центра кризисных исследований команда выпустила серию статей о кражах продовольственной помощи, использовании детей-солдат, пытках военнопленных. Работа принесла журналистам Пулитцеровскую премию за международный репортаж 2019 года. Эль-Мофти и Майкл стали первыми египтянками, удостоенными награды. Команда была также отмечена Премией Тома Реннера, Премией Майкла Келли и Наградой Макгилла за мужество в журналистике.
В 2020 году Эль-Мофти выиграла золотую медаль Роберта Капа от Клуба зарубежных корреспондентов за свою работу «Аутсорсинг мигрантов», в которой рассказала о жизни мигрантов, сумевших избежать бедности и найти работу в международных компаниях.